# Antilophonotus maculipennis
Antilophonotus maculipennis är en tvåvingeart som beskrevs av Lindner 1955. Antilophonotus maculipennis ingår i släktet Antilophonotus och familjen rovflugor.
Artens utbredningsområde är Tanzania. Inga underarter finns listade i Catalogue of Life.